# Robert Mills
Robert Mills (født 9. december 1957 i Halifax, Nova Scotia, Canada) en en canadisk tidligere roer.
Mills vandt bronze i singlesculler ved OL 1984 i Los Angeles, i et løb hvor finnen Pertti Karppinen og Peter-Michael Kolbe fra Vesttyskland vandt henholdsvis guld og sølv. Han deltog også ved OL 1988 i Seoul som en del af den canadiske dobbeltfirer.
Mills vandt desuden VM-guld i dobbeltfirer i 1985 og bronze i samme disciplin året efter.

## OL-medaljer
- 1984:  Bronze i singlesculler